# Сосков, Иван Кузьмич
Иван Кузьмич Сосков (17 мая 1933 — 13 мая 1978) — передовик советского сельского хозяйства, главный зоотехник совхоза «Удмуртский» Сарапульского района Удмуртской АССР, Герой Социалистического Труда (1971). Депутат Верховного Совета СССР 9-го созыва. 

## Биография
Родился 17 мая 1933 года в селе Калинино ныне Угранского района Смоленской области в крестьянской русской семье. С 1941 по 1943 годы находился на оккупированной немцами территории. В 1948 году завершил обучение в Кисловской семилетней школе, стал работать в колхозе. В 1953 году с отличием прошёл обучение в зооветеринарном техникуме в городе Гжатск (ныне – Гагарин). Его направили для продолжения обучения в Московский зоотехнический институт коневодства, который в 1954 году был переведён в Ижевск и преобразован в Ижевский сельскохозяйственный институт (ИжСХИ). В 1958 году с отличием завершил обучение на зоотехническом факультете ИжСХИ и был направлен на работу на должность главного зоотехника в совхоз «Удмуртский». 
Совхоз располагал 21 000 гектарами земли и объединял 22 населённых пункта, в каждом из которых были фермы. Помещения для животных были ветхими, скот – малопродуктивным. Новому специалисту пришлось трудиться в полную силу, чтобы увеличить и улучшить поголовье, а также добиться высоких производственных результатов. Такой подход позволил очень быстро вывести хозяйство на новый уровень. Совхоз стал ежегодно успешно выполнять и перевыполнять планы и социалистические обязательства по производству и продаже государству молока, мяса и племенного скота. В завершающем, 1970 году пятилетки, совхоз получил 1 миллион 170 тысяч рублей прибыли, а пятилетний план был перевыполнен по всем показателям. Надой от коровы в среднем составил 3155 килограммов. 
За выдающиеся успехи, достигнутые в развитии сельскохозяйственного производства и выполнении восьмого пятилетнего плана продажи государству продуктов земледелия и животноводства, Указом Президиума Верховного Совета СССР от 8 апреля 1971 года Ивану Кузьмичу Соскову было присвоено звание Героя Социалистического Труда с вручением ордена Ленина и золотой медали «Серп и Молот».
Следующую производственную задачу - сделать всё совхозное стадо чистопородным и добиться среднего удоя 4000, а от племенных коров на центральной усадьбе – 4500 килограммов, была достигнута также очень быстро. 
Был избран депутатом Верховного Совета СССР 9-го созыва (1974-1978), а также депутатом Сарапульского районного Совета. Делегат 23-го съезда КПСС (1966), член партийного комитета совхоза.
Умер 13 мая 1978 года. Похоронен в посёлке Уральский Сарапульского района Удмуртской Республики.  

## Награды
За трудовые успехи удостоен:
- золотая звезда «Серп и Молот» (08.04.1971),
- орден Ленина (08.04.1971),
- Орден Трудового Красного Знамени (22.03.1966),
- другие медали.
- Заслуженный зоотехник Удмуртской АССР (1966).
- Заслуженный зоотехник РСФСР